# Chicago Women's Open
Il Chicago Women's Open è stato un torneo professionistico femminile di tennis giocato sul cemento dell'XS Tennis Village di Chicago negli Stati Uniti d'America nella sola edizione del 2021. Il torneo era stato classificato come WTA 250.

## Albo d'oro

### Singolare
| Anno | Categoria | Campionessa     | Finalista    | Punteggio |
| ---- | --------- | --------------- | ------------ | --------- |
| 2021 | WTA 250   | Elina Svitolina | Alizé Cornet | 7–5, 6–4  |

### Doppio femminile
| Anno | Categoria | Campionesse                 | Finaliste                        | Punteggio           |
| ---- | --------- | --------------------------- | -------------------------------- | ------------------- |
| 2021 | WTA 250   | Nadiia Kičenok Raluca Olaru | Ljudmyla Kičenok Makoto Ninomiya | 7–6(8), 5–7, [10–8] |